# Plantet
Plantet ist eine Rotweinsorte. Die Neuzüchtung entstand unter der Züchtungsnummer S 5455, die ursprünglich als eine Kreuzung aus den Seibel-Reben S 5163 und S 880 beschrieben wurde. Mittlerweile weiß man, dass es sich um eine Kreuzung zwischen Seibel 4461 sowie eine Vorabkreuzung von Vitis berlandieri und Jacquez handelt.
Die Kreuzung der Hybridrebe erfolgte durch den französischen Züchter Albert Seibel, der von 1888 bis in die 1930er Jahre zahlreiche interspezifische Rebsorten im Kampf gegen die Reblaus züchtete. Sie zählt zu den besseren der Hybridreben und war bis in die 1950er Jahre auch in Frankreich sehr erfolgreich. Zu den besten Zeiten waren allein in Frankreich fast 28.000 Hektar Rebfläche mit der Sorte Plantet bestockt. Trotz des allgemeinen Verbots von Hybridreben durch die EU wurde die Plantet-Rebe weiterhin geduldet, so dass in der Erhebung von 1998 immerhin noch 2.198 Hektar bestockter Rebfläche ermittelt wurden. Gemäß einem Dekret vom 18. April 2008 gehört die Rebsorte wieder zu den offiziell zugelassenen Rebsorten für den gewerblichen Anbau, da im Erbgut der Pflanze Anteile der Edelrebe Vitis vinifera enthalten sind. Im Jahr 2007 lag die erhobene Rebfläche bei 1.170 Hektar.
Die frühreifende und wuchsstarke Sorte ist pilzresisent (Echter Mehltau, Falscher Mehltau der Weinrebe und Grauschimmelfäule) und sehr frostbeständig. Dies erklärt ihre Popularität an der nordamerikanischen Ostküste im Bundesstaat New York (→ Weinbau in New York). Die größten Bestände Frankreichs findet man im kälteren Klima der Loire. Die Sorte Plantet liefert dunkle Rotweine mit einem mehr oder weniger intensiven Himbeeraroma. Für den europäischen Geschmack ist dieses Aroma eher als unangenehm zu bewerten.
Aufgrund ihrer guten Pilzresistenz rückte die Sorte wieder in den Blickpunkt. In der Schweiz gibt es wieder einen Versuchsanbau. Pierre Landot nutzte die Sorte zur Neuzüchtung Landal Noir.
Siehe auch die Artikel Weinbau in der Schweiz, Weinbau in Frankreich und Weinbau in den Vereinigten Staaten sowie die Liste von Rebsorten.
Synonyme: Seibel 5455
Abstammung: Seibel 4461 × (Vitis berlandieri × Jacquez)